# Megachile lippiae
Megachile lippiae är en biart som beskrevs av Cockerell 1900. Megachile lippiae ingår i släktet tapetserarbin, och familjen buksamlarbin. Inga underarter finns listade i Catalogue of Life.